# Carlo Clerici
Carlo Clerici (3. září 1929 Curych – 28. ledna 2007 Curych) byl švýcarský cyklista. Jeho největším úspěchem bylo celkové vítězství na Giru d'Italia v roce 1954. Dalšími dobrými výsledky byla dvě třetí místa na Tour de Suisse (1952, 1955) či druhé (1956) a třetí (1954) místo v závodě Tour de Romandie. Jeho největší životní úspěch patří k nejpřekvapivějším v dějinách Grand Tour. Do Gira 1954 totiž nastupoval jako jezdec, který má pomáhat mnohem slavnějšímu kolegovi Hugo Kobletovi. Během šesté etapy Neapol-L'Aquila se však spolu se třemi dalšími jezdci vydal do úniku. Peloton skupinu nedokázal dostihnout, a ta naopak na zbytek jezdců najela obrovský náskok půl hodiny. To vrhlo málo známého Clericiho do čela celkové klasifikace, z něhož ho už nikdo nedokázal sesadit, přestože Clerici nebyl vrchařským specialistou, a tedy ani favoritem závěru Gira.